# 賈氏寬鮗
賈氏寬鮗，為輻鰭魚綱鱸形目鱸亞目擬雀鯛科的一種，分布於西太平洋印尼海域，深度9-16公尺，為熱帶海水魚，體長可達10公分，棲息在鹿角珊瑚生長的礁石區水域，成小群活動，生活習性不明。

## 擴展閱讀
維基物種上的相關：賈氏寬鮗